# Distrito de San Roque de Cumbaza

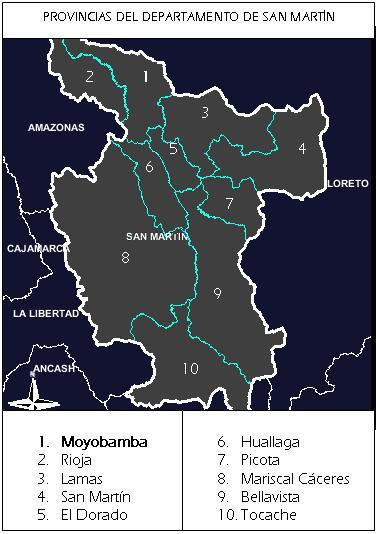
División política del Departamento de San Martín.

El distrito peruano de San Roque de Cumbaza es uno de los once  distritos que conforman la Provincia de Lamas en el Departamento de San Martín, perteneciente a la Región de San Martín  en el Perú.
Desde el punto de vista jerárquico de la Iglesia católica forma parte de la  Prelatura de Moyobamba, sufragánea de la Metropolitana de Trujillo y  encomendada por la Santa Sede a la Archidiócesis de Toledo en España.

## Geografía
La capital se encuentra situada a 600 m s.n.m.

## Geografía humana
En este distrito de la Amazonia peruana habita la etnia Quechua, grupo Quechua lamista, autodenominado Llacuash